# 610-619
De jaren 610-619 (van de christelijke jaartelling) zijn een decennium in de 7e eeuw.

## Gebeurtenissen en ontwikkelingen

### Byzantijnse Rijk
- 610 : De Byzantijnse keizer Phocas wordt vermoord. Herakleios wordt de nieuwe keizer.
- 613 : Slag bij Antiochië. In de Byzantijns-Sassanidische oorlog (602-628) zijn de Byzantijnen aan de verliezende hand.
- 614 : Beleg van Jeruzalem. De Byzantijnen verliezen Jeruzalem.
- 615 : De Sassaniden dringen door tot Chalcedon in Anatolië.
- 618 : De Sassaniden beginnen aan de verovering van Egypte.

### Merovingische Rijk
- 613 :Theuderik II, koning van Bourgondië en Austrasië sterft. De aristocratie onder leiding van Pepijn van Landen, Arnulf van Metz en hofmeier Warnachar II van Bourgondië komen in opstand tegen de aanstelling van de minderjarige Sigibert II, door de koningin-overgrootmoeder Brunhilde, die de feitelijke macht bezit. De opstandelingen sluiten een bondgenootschap met Chlotharius II van Neustrië. Tezamen verslaan ze de troepen van Sigibert en Brunhilde bij de Aisne, waarna Sigibert en Brunhilde worden gedood en Chlotarius alleenheerser wordt over het Frankische Rijk.
- 614 : Op 18 oktober vaardigt Chlotharius II het Edictum Chlotharii uit, dat de macht van de adel versterkt en de grondslag legt voor de opkomst van de hofmeiers.

### Centraal Azië
- 618 : Tong Yabgu Qaghan sticht het Rijk der Chazaren.

### China
- 618 : Begin van de Tang-dynastie.

### Godsdienst
- 610 - Mohammed, profeet binnen de islam, krijgt volgens overleveringen zijn eerste openbaring.

## Heersers

### Europa
- Beieren: Garibald II (ca. 610-640)
- Byzantijnse Rijk: Phocas (602-610), Herakleios (610-641)
  - exarchaat Ravenna: Smaragdus (603-611), Johannes I Lemigius (611-615), Eleutherius (616-619)
- Engeland en Wales
  - East Anglia: Raedwald (?-ca. 624)
  - Elmet: Ceredig ap Gwallog (590-616)
  - Essex: Sæberht (604-616), Sexred en Sæward (616-617), Sigeberht I (617-653)
  - Gwynedd: Iago ap Beli (ca. 599-613), Cadfan ap Iago (ca. 613-625)
  - Kent: Æthelberht (590-616), Eadbald (616-640)
  - Mercia: Cearl (606-626)
  - Northumbria: Aethelfrith (593-616), Edwin (616-633)
  - Powys: Cynan Garwyn (?-610), Selyf ap Cynan (610-613), Manwgan ap Selyf (613), Eiludd Powys (613-?)
  - Wessex: Ceolwulf (597-611), Cynegils (611-643)
- Franken: Chlotharius II (584/613-629)
  - Austrasië: Theodebert II (596-612), Theuderik II (612-613), Sigebert II (613)
    - hofmeier: Rado (613-617?), Chuc (617?-623)

  - Neustrië: Chlotharius II (584-629)
    - hofmeier: Gundeland (613-639)

  - Bourgondië: Theuderik II (596-613)
    - hofmeier: Claudius (606-613), Warnachar II (613-626)
- Longobarden: Agilulf (591-616), Adoald (616-626)
  - Benevento: Arechis I (591-641)
  - Spoleto: Theodelap (602-650)
- Visigoten: Witterich (603-610), Gundemar (610-612), Sisebut (612-621)

### Azië
- Chenla (Cambodia): Mahendravarman (600-616), Isanavarman I (616-635)
- China
  - Sui: Sui Yangdi (604-618), Yang Tong (618-619)
    - tegenkeizer: Yang You (617-618)

  - Tang: Tang Gaozu (618-626)
  - Xu: Yuwen Huaji (618-619)
- India
  - Chalukya: Pulakesin II (609-642)
  - Pallava: Mahendravarman I (600-630)
  - Noord-India: Harsha (606-647)
- Japan: Suiko (593-628)
- Korea
  - Koguryo: Yongyang (590-618), Yongnyu (618-642)
  - Paekche: Mu (600-641)
  - Silla: Jinpyeong (579-632)
- Perzië (Sassaniden): Khusro II (590-628)
- Tibet: Namri Songtsen (601-617)

### Religie
- paus: Bonifatius IV (608-615), Adeodatus I (615-618), Bonifatius V (619-625)
- patriarch van Alexandrië (Grieks): Johannes V (610-619)
- patriarch van Alexandrië (Koptisch): Anastasius (605-616), Andronicus (616-622)
- patriarch van Antiochië (Grieks): Anastasius II (599-610), Georgios II (610-620)
- patriarch van Antiochië (Syrisch): Athanasius I Gammolo (595-631)
- patriarch van Constantinopel: Thomas I (607-610), Sergius I (610-638)
- patriarch van Jeruzalem: Zacharias (609-632)

<< · 610 · 611 · 612 · 613 · 614 · 615 · 616 · 617 · 618 · 619 · >>
<< · 600-609 · 610-619 · 620-629 · 630-639 · 640-649 · 650-659 · 660-669 · 670-679 · 680-689 · 690-699 · >>